# Gasteracantha geminata
Gasteracantha geminata är en spindelart som först beskrevs av Johan Christian Fabricius 1798.  Gasteracantha geminata ingår i släktet Gasteracantha och familjen hjulspindlar. Inga underarter finns listade i Catalogue of Life.